# Przytyk (gmina)
Pour les articles homonymes, voir Przytyk.
Przytyk est une gmina rurale (gmina wiejska) de la powiat de Radom, dans la Voïvodie de Mazovie, dans le centre-est de la Pologne.
Son siège administratif (chef-lieu) est le village de Przytyk, qui se situe environ 20 kilomètres à l'ouest de Radom (siège de la Powiat) et 84 kilomètres au sud de Varsovie (capitale de la Pologne).
La gmina couvre une superficie de 134,12 km2 pour une population de 7 067 habitants en 2006.

## Histoire
De 1975 à 1998, la gmina est attachée administrativement à la voïvodie de Radom.

Depuis 1999, elle fait partie de la voïvodie de Mazovie.

## Géographie
La gmina inclut les villages et localités de :

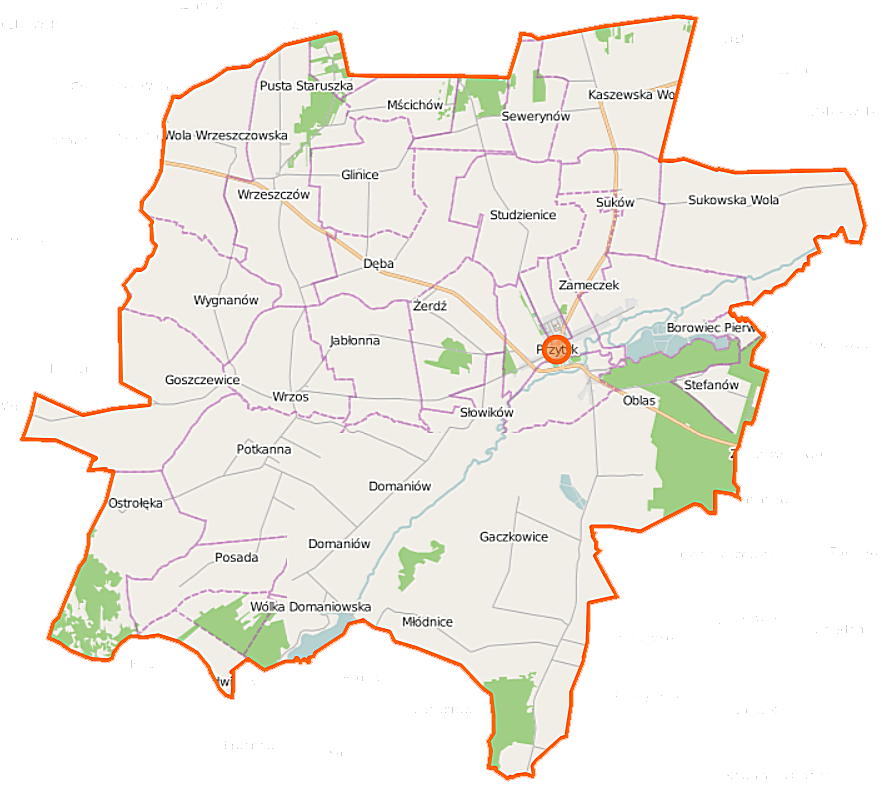
Plan de la gmina

- Dęba
- Domaniów
- Duży Las
- Gaczkowice
- Glinice
- Goszczewice
- Jabłonna
- Jadwinów
- Jagodno
- Kaszewska Wola
- Kolonia Zameczek
- Krzyszkowice
- Maksymilianów
- Młódnice
- Mścichów
- Oblas
- Oblas-Leśniczówka
- Ostrołęka
- Podgajek
- Posada
- Potkanna
- Przytyk
- Sewerynów
- Słowików
- Stary Młyn
- Stefanów
- Studzienice
- Suków
- Sukowska Wola
- Witoldów
- Wola Wrzeszczowska
- Wólka Domaniowska
- Wrzeszczów
- Wrzos
- Wygnanów
- Zameczek
- Żerdź
- Żmijków

### Gminy voisines
La gmina de Przytyk est voisine des gminy suivantes :
- Potworów
- Przysucha
- Radzanów
- Stara Błotnica
- Wieniawa
- Wolanów
- Zakrzew

## Structure du terrain
D'après les données de 2002, la superficie de la commune de Przytyk est de 134,12 km2, répartis comme telle :
- terres agricoles : 80 %
- forêts : 13 %

La commune représente 8,77 % de la superficie du powiat.

## Démographie
Données du 30 juin 2004 :
| Description        | Total  | Total | Femmes | Femmes | Hommes | Hommes |
| ------------------ | ------ | ----- | ------ | ------ | ------ | ------ |
| Unité              | Nombre | %     | Nombre | %      | Nombre | %      |
| Population         | 7 080  | 100   | 3 486  | 49,2   | 3 594  | 50,8   |
| Densité (hab./km²) | 52,8   | 52,8  | 26     | 26     | 26,8   | 26,8   |